# Aeroportul Rajouri
Aeroportul Rajouri (IATA: RJI, ICAO: VI64) este un aeroport din Rajouri district⁠(d), Jammu division⁠(d), Jammu și Cașmir (teritoriu unional), India.
aeroportul dispune de o singură pistă.